# Gilbert Plass
Pour les articles homonymes, voir Plass.
Gilbert Norman Plass est un physicien et climatologue canadien né le 22 mars 1920 à Toronto et mort le 1er mars 2004 à Bryan. Dans les années 1950, il prédit avec succès l'augmentation du dioxyde de carbone atmosphérique (CO2) au XXe siècle et son effet sur la température moyenne de la Terre.

## Biographie
Gilbert Plass a passé la plus grande partie de sa vie de physicien aux États-Unis. Il est diplômé de l'université Harvard en 1941 et d'un doctorat en physique de l'université de Princeton en 1947. Il a été physicien associé au Metallurgical Laboratory de l'université de Chicago de 1942 à 1945. Il est devenu instructeur de physique à l'université Johns-Hopkins en 1946, où il est finalement devenu professeur associé.
En 1955, quittant le monde universitaire, il occupa pendant un an un poste de chercheur scientifique chez Lockheed Aircraft Corporation. Il a ensuite rejoint le personnel de recherche avancée de la division Aeronutronic de la société Ford Motor. En 1960, il devint directeur du laboratoire de recherche du département de physique théorique de Ford et éditeur de la revue Infrared Physics (désormais appelée Infrared Physics and Technology).
En 1963, il accepta le poste de premier professeur de sciences de l'atmosphère et de l'espace au Southwest Center for Advanced Studies (aujourd'hui l'Université du Texas à Arlington), où il resta cinq ans. En 1968, il est arrivé à l'université A&M du Texas, où il a été professeur de physique et chef du département.

## Recherches
En 1953, Plass informa Time Magazine de ses travaux sur les effets du CO2 de sources industrielles en tant que gaz à effet de serre, et les conséquences potentielles d’une concentration accrue de dioxyde de carbone dans l’atmosphère sur un réchauffement planétaire de 1,5 °F (soit 0.83 °C) tous les 100 ans, si la croissance industrielle de l'homme se poursuivait. À partir de 1956, il publia une série d’articles sur le sujet, basés en partie sur des calculs avancés de l’absorption du rayonnement infrarouge, utilisant les premiers ordinateurs électroniques.
Plass a également étudié les émissions d'électrons, l'action électromagnétique et gravitationnelle, les lentilles électrostatiques, la physique des neutrons et la fission nucléaire. Il a également collaboré au projet Manhattan, qui a développé les premières armes atomiques.